# Odocoileus pandora
Odocoileus pandora is een zoogdier uit de familie van de hertachtigen (Cervidae). De wetenschappelijke naam van de soort werd voor het eerst geldig gepubliceerd door Merriam in 1901.

## Voorkomen
De soort komt voor in Belize, Guatemala en Mexico.